# Lumitype

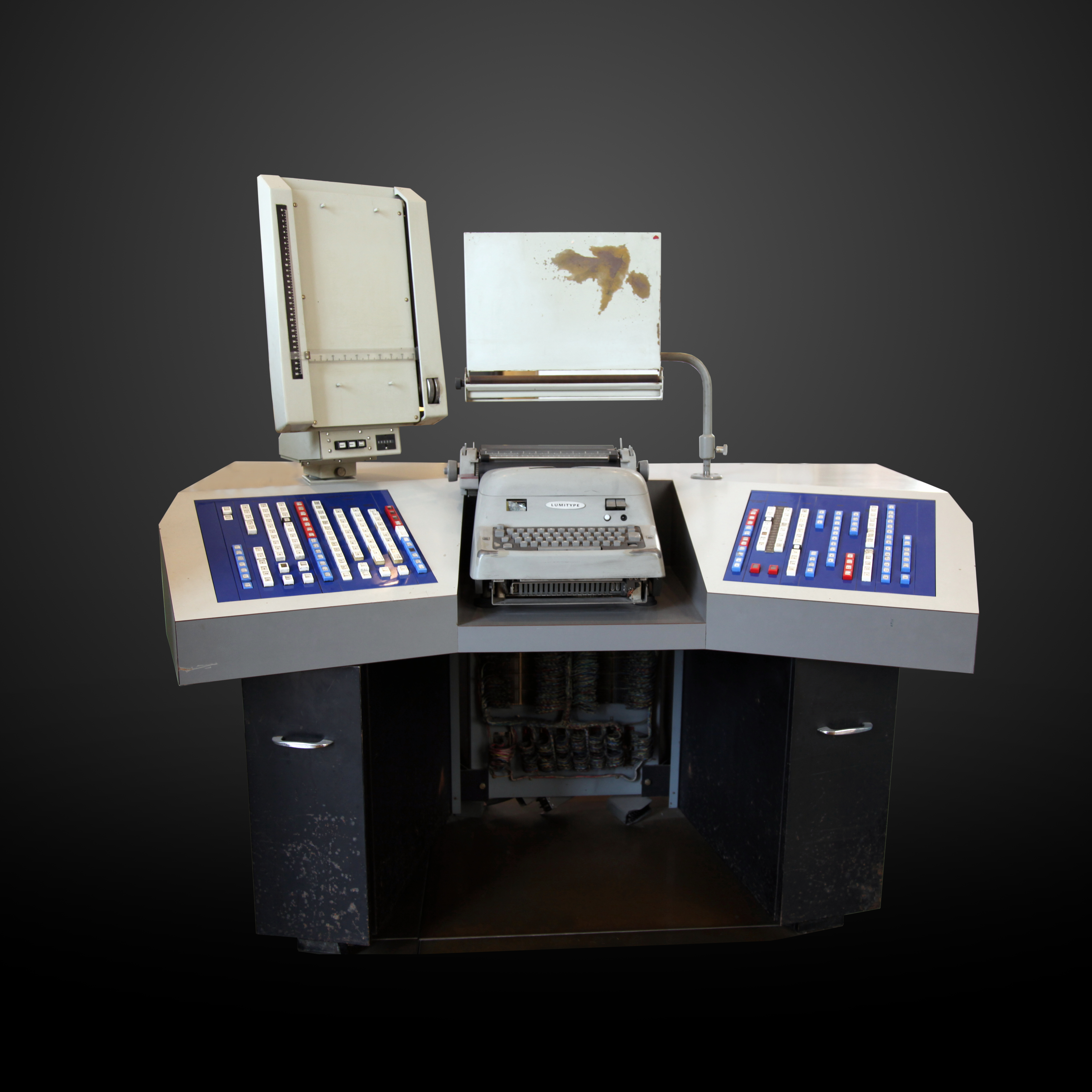
Lumitype 550 de 1965.

La Lumitype est une machine à composer des textes, autrement dit une photocomposeuse, utilisant le principe de la photographie, et non des caractères mobiles en relief comme dans la composition traditionnelle, inventée par les ingénieurs français Louis Moyroud (1914-2010) et René Higonnet (1902- 1983).

## Historique

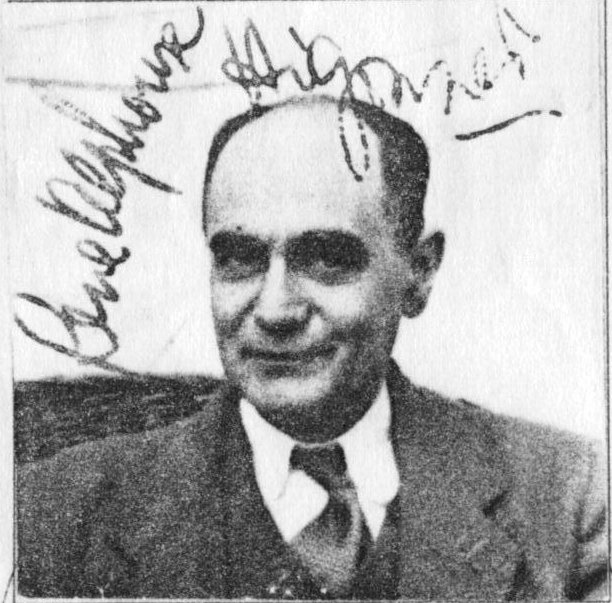
René Higonnet en 1952.

La mécanisation et l'accroissement de la productivité dans la composition typographique a toujours été un des problèmes majeurs de l'imprimerie. Il est résolu au XIXe siècle par diverses machines à composer, desquelles émerge nettement la Linotype d'Ottmar Mergenthaler. Au XXe siècle, l'offset prend le pas sur la typographie. Cette technique est basée sur un principe photographique : les plaques servant à l'impression sont sensibilisées par une exposition à la lumière, au travers de films transparents portant en noir les textes et illustrations. Cependant, les textes eux-mêmes doivent être composés de manière traditionnelle en typographie avant d'être reproduits photographiquement sur film. L'idée d'une machine qui produirait directement de la typographie sur film est une conséquence logique de cette situation, mais la réalisation est loin d'être évidente.
Diverses tentatives ont eu lieu : en 1928, le Hongrois Ödön (Edmund) Uher (1892-1989) propose l’Uhertype, construite à Augsbourg. Jan Tschichold crée plusieurs polices pour cette machine, dont les essais n’aboutissent pas.
En 1944, René Higonnet, sous-directeur dans la société Le Matériel téléphonique, filiale de la société américaine ITT à Lyon, visite pour la première fois de sa vie une imprimerie. Il est surpris de l'aspect archaïque de la composition au plomb encore nécessaire, alors que les presses utilisent la technologie offset. Il lance l'idée de créer une machine à composer utilisant un procédé photographique à son plus proche collaborateur, Louis Moyroud. Ensemble, ils se mettent au travail. Il faudra la fin de la guerre et quelques années de travail pour que paraisse le premier prototype de la Lumitype, en 1948. En France, le projet suscite quelque intérêt, mais globalement le milieu de l'imprimerie se montre sceptique. 

### USA: la société Photon
Une société américaine, la Lithomat Corporation, est intéressée, ce qui détermine les deux ingénieurs à s'expatrier aux États-Unis, à Boston. Ils y bénéficient de l’appui de Bill Garth Jr (1915-1975), directeur. En fait la société Lithomat connaît des difficultés financières et afin d’impliquer les utilisateurs potentiels Garth crée la Graphic Arts Research Foundation qui prend la direction des opérations. Le Français René Gréa rejoint la petite équipe formée autour d’Higonnet et Moyroud. La Lumitype, sous la marque Lumitype Photon, est présentée à New York en 1949. 

#### The Wonderful World of Insects
Le premier livre entièrement composé sans caractères mobiles depuis Gutenberg, The Wonderful World of Insects, de Albro T. Gaul, paraît en 1953 aux éditions Rinehart de New York. Il comporte 292 pages de texte et 46 photographies. C'est donc le premier livre de facture « classique » (en exceptant donc les petits ouvrages imprimés en lithographie ou autographie, reproduisant une écriture manuscrite) dont le texte ne fait intervenir à aucun moment des caractères en plomb. Il a été imprimé en offset au moyen de clichés sur plaques magnésium sans poudre, à partir des films fournis par la photocomposeuse. Ce livre a été composé sur un prototype, le nom n’ayant pas été définitivement choisi, c’est la secrétaire de la société Photon, qui l’utilisait couramment pour composer des spécimens, qui baptisa cette machine Petunia. Le caractère était un Scotch Roman photographié à partir d’une police plomb.
En 1954, le premier journal entièrement composé en photocomposition sur Lumitype 200 est The Patriot Ledger de Quincy (Massachusetts).
Le succès de la Lumitype tout au long des années 1950 et 1960 reste grevé par les longues et coûteuses années de mise au point.

### La Lumitype en France
Higonnet et Moyroud cherchent toujours à faire construire la Lumitype en Europe, puisqu'ils se sont réservé par contrat les marchés européens. Après des tractations difficiles, la Lumitype est activement défendue par Charles Peignot, qui perçoit tout le potentiel de cette nouvelle technologie. Mais les finances de la fonderie Deberny et Peignot sont au plus bas et Peignot doit accepter la constitution d'une société dont il finira par être évincé. La Lumitype bénéficie des polices de la fonderie Deberny et Peignot et de créateurs comme Adrian Frutiger (l’Univers est conçu pour les machines Photon) et Jan van Krimpen. La première Lumitype est achetée par l’imprimerie Berger-Levrault qui l’utilise essentiellement pour composer des formulaires et des tableaux, où elle se révèle extrêmement performante par rapport à la composition traditionnelle. 
Toutefois, Berger-Levrault publie en 1957 un livre entièrement composé avec la Lumitype, le premier en France et en Europe :  Le Mariage de Figaro, de Beaumarchais, comportant des variantes de caractères et de styles démontrant les possibilités de la machine, illustré de photographies. Un tirage à part de mille exemplaires en deux couleurs est aussi imprimé.
Les fabricants de matériels existants tentent de s'adapter : la Linofilm (1954) est une Linotype équipée, au lieu des matrices habituelles, de matrices portant chacune un négatif de chaque caractère. La Monotype évolue de même vers la Monophoto, et l'Intertype devient Fotosetter. N'étant pas des nouveautés absolues comme peut l'être la Lumitype, et bénéficiant d'un marché déjà acquis, ce matériel est vendu à des clients qui ne peuvent pas attendre les délais trop longs et le coût élevé de la photocomposeuse.
D'autre part, William Garth Jr a quitté la société Photon avec un groupe de ses collaborateurs, pour fonder la société Compugraphic et élaborer ce qui constitue déjà une nouvelle génération de photocomposeuses.
La société Deberny et Peignot dépose son bilan en 1974.
En 1983, Louis Moyroud dépose la totalité de ses archives sur la Lumitype au Musée de l’Imprimerie de Lyon.

## Fonctionnement

### Saisie
Sur la Lumitype 100, le premier modèle commercialisé, la saisie se fait sur un clavier de machine à écrire électrique, auquel ont été rajoutées des touches pour les ligatures, les différentes tailles d’espaces, et des réglages de corps, chasse et styles. Un système mécanique bloque le clavier chaque fois qu’une touche est enfoncée, pour éviter d’appuyer par inadvertance sur deux touches à la fois. Une copie dactylographique de contrôle est produite en même temps. Un signal lumineux et sonore avertit l’opérateur de la fin de la ligne, afin qu’il décide de faire une césure ou d’aller à la ligne suivante.

### Calculateur
Chaque frappe est enregistrée sur une mémoire mise au point par les inventeurs, qui enregistre la largeur de chaque caractère, et lorsque la ligne est terminée un calculateur binaire répartit alors les espaces pour assurer la justification de la ligne.

### Flashage
Les signaux sont envoyés à la « flasheuse », dont le cœur est un disque portant, sur des lignes concentriques, l'ensemble des glyphes en négatif, correspondant à seize fontes différentes. Le disque tourne à huit tours par seconde. Lorsque le caractère se présente face à la fenêtre d’exposition, un tube électronique émet un éclair stroboscopique qui va impressionner une bande de film. Douze objectifs permettent d'obtenir différents corps, du 5 au 28. Le film impressionné passe ensuite dans la partie « développeuse » de la machine. 
Les premiers modèles permettaient de saisir 8 signes par seconde, soit 28 000 signes à l’heure.